# Barranca
Barranca − miasto w środkowym Peru, na wybrzeżu Oceanu Spokojnego, na północny zachód od Limy, stolica dystryktu Barranca. Według spisu ludności na 2017 rok miasto liczyło 58 749 mieszkańców (cały dystrykt 68 324) z czego 28 746 to mężczyźni, a 30 003 to kobiety. 